# Young Toscanini
Young Toscanini es una película biográfica de 1988 dirigida por Franco Zeffirelli y protagonizada por C. Thomas Howell y Elizabeth Taylor. Cuenta también, en papeles secundarios, con Sophie Ward, Philippe Noiret, Jean-Pierre Cassel y Franco Nero.

## Sinopsis
Sigue el inicio de la carrera y romances del director de orquesta Arturo Toscanini.